# Найберг, Карен
Ка́рен Луджи́н На́йберг (англ. Karen LuJean Nyberg) — американская женщина-астронавт, участник экспедиции STS-124. В составе экипажа «Союза ТМА-09М», совершила полёт к международной космической станции с 29 мая по 11 ноября 2013 года.

## Образование
Карен родилась в 1969 году в городе Вайнинг, штата Миннесота, начальное образование получила в этом же городе, в 1994 году окончила Университет Северной Дакоты по специальности «машиностроение» со степенью бакалавра, в 1996 году получила степень магистра естественных наук в Университете штата Техас в Остине и в 1998 году в этом же университете получила степень доктора философии.

## Карьера в НАСА

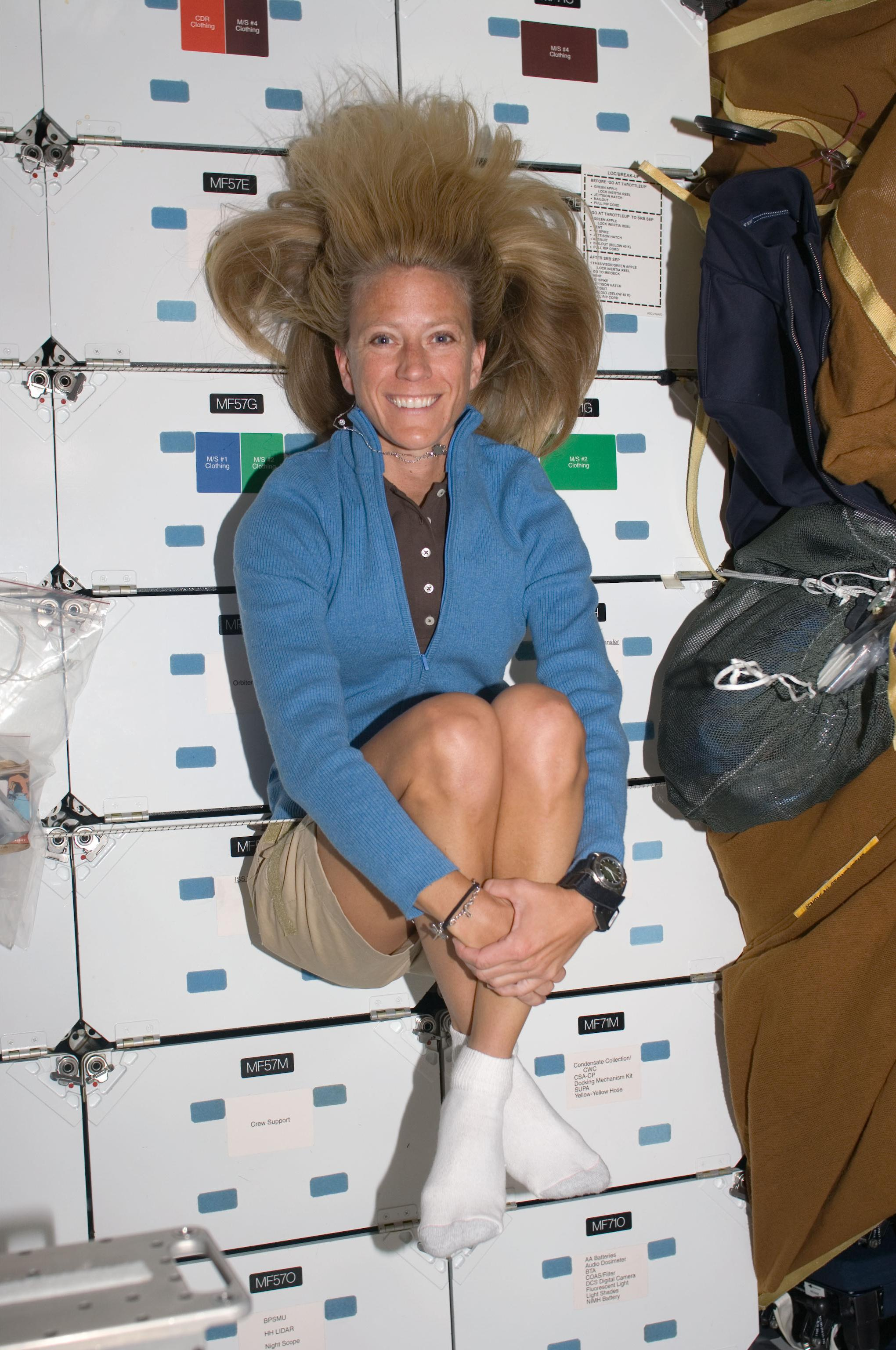
Карен Найберг на борту шаттла «Дискавери» в 2008 году.

В 1998 году работала инженером системы контроля влияния окружающей среды в Crew and Thermal Systems Division, проекте Космического центра Джонсона (г. Хьюстон). Работала в основном над усовершенствованием системы теплового контроля скафандра, а также над расчётами, связанными с системой охлаждения защитного костюма для пожарных. Кроме того принимала участие в работе над расчётами распределения воздушных потоков в модуле TransHab, в координировании и наблюдениях за разработкой системы жизнеобеспечения спускового аппарата X-38, над дизайном системы термоконтроля для марсианской и лунной программ и другими проектами центра.
В июле 2000 года была выбрана NASA в качестве специалиста миссии (MS) и в августе начала тренировки. После двух лет тренировок была допущена в состав экипажа поддержки (Crew Support Astronaut) в отделение управления станции отдела астронавтов (Astronaut Office Station Operations Branch) «Экспедиции 6». Затем она работала в отделе космических челноков (Space Shuttle Branch) и в отделе исследований.

## Космические полёты
В мае 2008 года совершила свой первый полёт в космос в составе экспедиции STS-124, проведя в космосе более 13 дней.
Стартовала во второй раз в космос 29 мая 2013 года на космическом корабле «Союз ТМА-09М» вместе с Фёдором Юрчихиным (Россия) и Лука Пармитано (Италия). Уже менее чем через 6 часов корабль пристыковался к МКС. Пробыла в космосе более 166 суток. 11 ноября 2013 года вместе с экипажем вернулась на землю; космический корабль «Союз ТМА-09М» совершил посадку в казахстанской степи.

## После полётов
Карен работает в НАСА в отделе космических челноков, в отделе исследований и возглавляет отдел робототехники.

## Личная жизнь
Муж — Даглас Джеральд Хёрли, астронавт НАСА. Один ребёнок. Увлечения: искусство, бег, волейбол, шитьё, пеший туризм, пианино и времяпрепровождение со своими тремя собаками.